# Larak
L'isola di Larak o Lark (in persiano: جزیره لارک)  si trova nello stretto di Hormuz 26°51′N 56°21′E, a sud  dell'isola di Hormuz e ad est di Qeshm. Appartiene all'Iran, provincia di Hormozgan, shahrestān di Qeshm, circoscrizione di Shahab.
Dal 1987 è uno dei maggiori punti di esportazione del greggio iraniano ed è sede di una base militare. Fu bombardata nel novembre e dicembre 1986 durante la guerra Iran-Iraq.
Durante la loro occupazione nel XVI secolo, i portoghesi vi costruirono delle fortezze come sull'isola di Qeshm e Hormuz.